# Myotis fortidens
Myotis fortidens é uma espécie de morcego da família Vespertilionidae.
Pode ser encontrada nos seguintes países: Guatemala e México.